# Горлянка повзуча
{{#ifeq:0|0|{{#if:|{{#if:Ajugareptans|[[]}}|}}}}
Горлянка повзуча (Ajuga reptans L.) — багаторічна трав'яниста рослина роду горлянка родини глухокропивові.
Латинську назву роду утворено від латинського слова, що означає виганяти. Видова назва в перекладі з латинської мови — повзуча. Українська назва пов'язана з особливостями будови рослини.

## Загальна характеристика
Має повзуче кореневище і облиствлені пагони. Стебло до 30 см заввишки, прямостояче. Прикореневі листки черешкові, стеблові сидячі. Квітки блакитні, інколи рожеві або білі.
Стебло 4-гранне, опушене по двох протилежних гранях. Листки супротивні; прикореневі — довгочерешкові, інші — майже сидячі. Квітки синьо-фіолетові, зібрані в кільця, обгорнуті приквітковими листками, подібними до звичайних листків. Цвіте в травні-червні.
Віночок у горлянки повзучої має характерну будову: верхня губа недорозвинена, а нижня має вигляд 3-лопатевої пластинки, середня частина якої значно більша від бічних. Тичинки і маточка висуваються з досить довгої трубки віночка. Вони не захищені від несприятливих зовнішніх умов, бо у квітки немає верхньої губи. Проте в дощову погоду приквіткові листки, які містяться біля основи кільця верхнього ряду квіток, опускаються донизу і тим самим захищають тичинки і маточку від намокання.
Запилюють рослину здебільшого бджоли. За несприятливих погодних умов у клейстогамних (закритих) квітках відбувається самозапилення.
Горлянка повзуча добре розмножується і вегетативно — повзучими пагонами, на кінцях яких утворюються розетки листків, що вкорінюються в рік утворення. Наступного року ці розетки стають самостійними рослинами.

## Поширення
Росте на луках, у чагарниках, лісах у Карпатах, на Поліссі, у лісостеповій зоні і Кримських горах.
В Україні росте близько 10 видів горлянки.

## Практичне використання

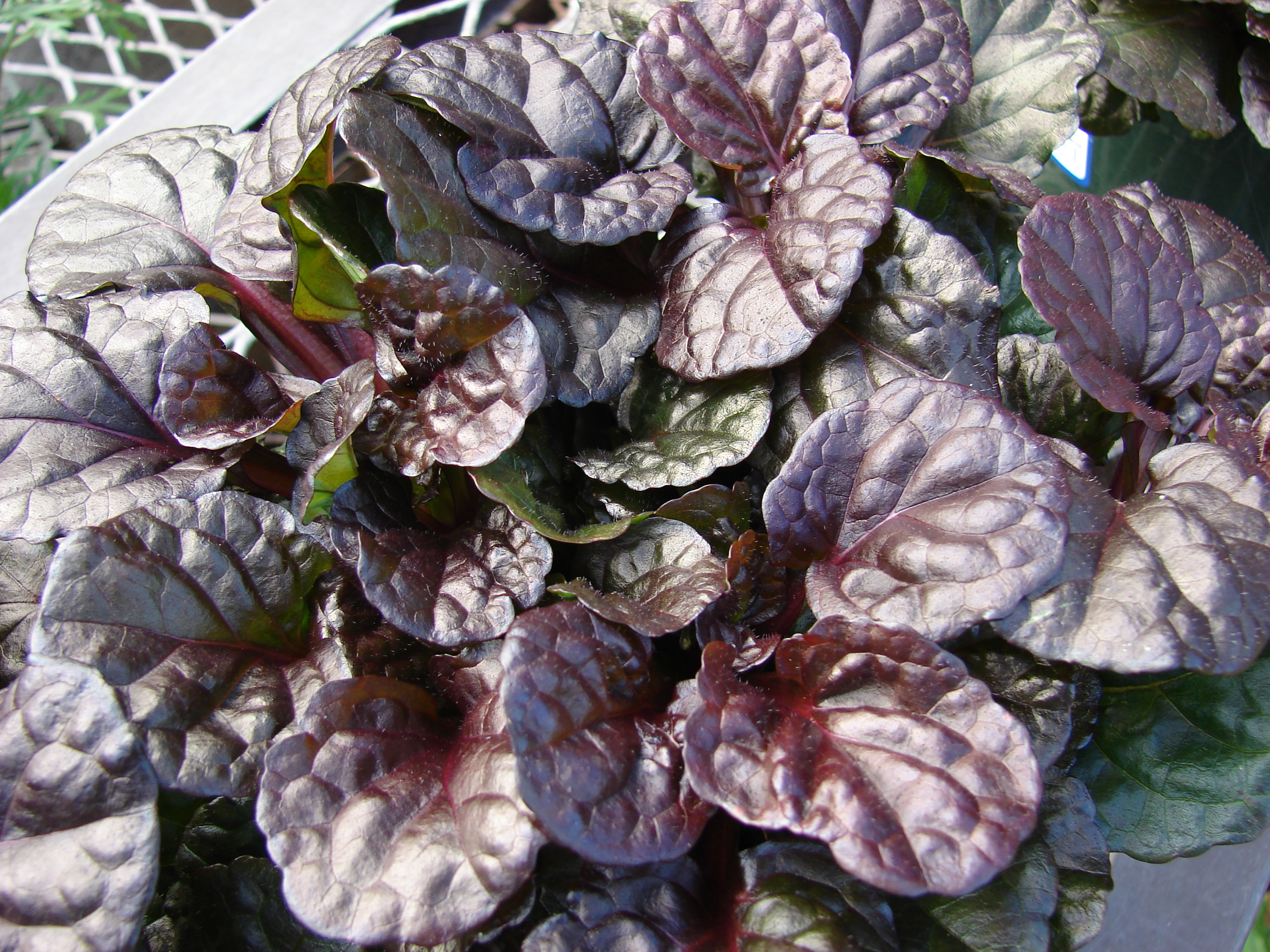
Ajuga reptans var. 'Atropurpurea'

Горлянку повзучу використовують у народній медицині. Добра медоносна і декоративна рослина. Трава містить алкалоїди, дубильні речовини, ефірні олії. Для виготовлення лікарських форм збирають траву під час цвітіння.
Галенові препарати мають кровоспинну, потогінну, протизапальну, антисептичну дію.
Застосовують при застудних захворюваннях, ревматизмі, виразковій хворобі шлунка і дванадцятипалої кишки, проносах, жовчнокам'яній хворобі, при запаленнях придатків матки.
Місцево — при опіках, виразках на шкірі, ранах, екземі, випадінні волосся.
Культивуються декоративні форми горлянки повзучої ‘Atropurpurea’, ‘Burgundy Glow’ і ‘Multicolor’.